# نیسرگولین
نیسرگولین (انگلیسی: Nicergoline) (با نام تجاری Sermion)، یک مشتق ارگوت است که برای درمان زوال عقل پیری و سایر اختلالات با منشاء عروقی استفاده می شود. در سطح بین‌المللی از آن برای دمانس پیشانی گیجگاهی و همچنین شروع اولیه در زوال عقل لوی بادی و زوال عقل پارکینسون استفاده شده است. این دارو مقاومت عروقی را کاهش می‌دهد و جریان خون شریانی را در مغز افزایش می‌دهد و استفاده از اکسیژن و گلوکز توسط سلول‌های مغز را بهبود می‌بخشد. این خاصیت وازواکتیو مشابهی در سایر نواحی بدن، به ویژه ریه ها دارد. بر خلاف بسیاری از ارگولین‌ها، مانند ارگوتامین، نیسرگولین با فیبروز قلبی مرتبط نیست.
نیسرگولین برای اختلالات عروقی مانند ترومبوز مغزی و تصلب شرایین، انسداد شریانی در اندام‌ها، بیماری رینود، میگرن عروقی و رتینوپاتی استفاده می‌شود.
نیسرگولین در بیش از پنجاه کشور ثبت شده است و بیش از سه دهه است که برای درمان اختلالات شناختی، عاطفی و رفتاری افراد مسن استفاده می شود.

## کاربرد پزشکی
نیسرگولین در موارد زیر به کار می‌رود:
- اختلالات متابولیک عروقی مغزی حاد و مزمن (تصلب شرایین مغزی، ترومبوز و آمبولی مغزی، ایسکمی گذرای مغزی). اختلالات متابولیک عروقی محیطی حاد و مزمن (آرتریوپاتی های ارگانیک و عملکردی اندام ها)، بیماری رینود و سایر سندرم های ناشی از تغییر آبیاری محیطی.
- میگرن با منشا عروقی
- درمان کمکی در موقعیت های بالینی همراه با تجمع بیش از حد پلاکت، تنش شریانی.
- اختلالات عروق کوریو شبکیه: رتینوپاتی دیابتی، دژنراسیون ماکولا و آنژیواسکلروز شبکیه
- مشکلات دهان وستیبولار با ماهیت عروقی: سرگیجه، توهمات شنوایی، هیپواکوزیس.

دوزها برای شرایط شناخته شده معمولاً ۵ تا ۱۰ میلی‌گرم سه بار در روز تجویز می‌شوند، اما برای اهداف پیشگیرانه ضد پیری ممکن است بهتر باشد ۵ میلی‌گرم یک یا دو بار در روز کافی‌تر در نظر گرفته شود.

## موارد منع مصرف
افرادی که از خونریزی حاد، انفارکتوس میوکارد (بیماری های قلبی)، فشار خون بالا، برادی کاردی یا استفاده از آگونیست های گیرنده آلفا یا بتا رنج می برند، باید قبل از مصرف با پزشک خود مشورت کنند. اگرچه مطالعات سم شناسی نشان نداده است که نیسرگولین دارای اثر تراتوژنیک باشد، استفاده از این دارو در دوران بارداری باید محدود به مواردی باشد که کاملا ضروری است.
نیسرگولین در پورفیری ناامن تلقی می شود.

## عوارص جانبی
عوارض جانبی نیسرگولین معمولاً به حالت تهوع، گرگرفتگی، ناراحتی معده خفیف، افت فشار خون و سرگیجه محدود می شود. در دوزهای بالای دارو، برادی کاردی، افزایش اشتها، بی قراری، اسهال و تعریق گزارش شد. به طور کلی عوارض جانبی این دارو خفیف و گذرا است.

## تداخل
نیسرولین به عنوان تقویت کننده اثرات افسردگی قلبی پروپرانولول شناخته شده است. در دوزهای بالا، توصیه می‌شود در صورت ترکیب با گشادکننده‌های عروق قوی مانند بروموکریپتین، جینکو بیلوبا، پیکامیلون، وین‌پوستین یا زانتینول نیکوتینات، از راهنمایی‌های پزشک خود استفاده کنید.